# Macrosia chalybeata
Macrosia chalybeata là một loài bướm đêm thuộc phân họ Arctiinae, họ Erebidae.